# چاغان‌اوبو
شهرستان چاغان‌اوبو (به زبان مغولی: Цагаан-Овоо сум، [Cagaan-Ovoo sum]؛ ᠴᠠᠭᠠᠨ ᠣᠪᠤᠭ᠎ᠠ ᠰᠤᠮᠤ، [čaɣan obuɣ-a sumu]) یک شهرستان (سُوم) در مغولستان است که در استان دورنود واقع شده‌است. چاغان‌اوبو ۶٬۵۰۲ کیلومتر مربع مساحت دارد.

## تقسیمات اداری
شهرستان چاغان‌اوبو متشکل از ۵ قصبه (باغ) می‌باشد، شامل:
- اِلست (مغولی: Элст баг، [Elst bag]؛ ᠡᠯᠡᠰᠦᠲᠦ ᠪᠠᠭ، [elesütü baɣ])
- بایان‌غول (مغولی: Баянгол баг، [Bajangol bag]؛ ᠪᠠᠶᠠᠨ ᠭᠣᠤᠯ ᠪᠠᠭ، [bayan ɣoul baɣ])
- جورخ (مغولی: Зүрх баг، [Zürx bag]؛ ᠵᠢᠷᠦᠬᠡ ᠪᠠᠭ، [jirüke baɣ])
- خورِیت (مغولی: Хүрээт баг، [Xüreet bag]؛ ᠬᠦᠷᠢᠶᠡᠲᠦ ᠪᠠᠭ، [küriyetü baɣ])
- گون‌چِنگِلِگ (مغولی: Гүн цэнгэлэг баг، [Gün cengeleg bag]؛ ᠭᠦᠨ ᠴᠡᠩᠭᠡᠯᠢᠭ ᠪᠠᠭ، [gün čeŋgelig baɣ])